# Basebo
Basebo är en by i Vena socken i Hultsfreds kommun, belägen cirka sju km öster om Hultsfred strax norr om sjön Nerbjärken. Länsväg H 699 leder från Basebo till Hultsfred. 
Basebo har (2016) fyra permanent bebodda hus. I byn finns uthyrningsstugor för turister. På vintern finns det ibland en plogad skridskobana på sjön Nerbjärken.

## Namnet
Basebo har i äldre tider benämnts Baßebode (1546), baßebodha (1577), baßegerde (1598), Baßeboo (1680), Basebo (1714), Bassebo (1880) och sedan 1945 Basebo.
Namnet “Basebo” har troligen samband med det fornsvenska tillnamnet Bassi. Basse kunde användas som beteckning för en vildgalt, bjässe eller stor karl.
"Bo" finns kvar i dagens svenska i samma betydelse. Basebo kan alltså vara en plats där en stor person bodde.

## Historik
Det fanns människor i Basebo förmodligen redan på järnåldern, i alla fall har man hittad lämningar från den tiden som nu finns i Vena hembygdsmuseum. Den ”moderna” bosättningen går tillbaka till 1500-talet eller 1600-talet.
På fastigheten Basebo 1:6 byggdes 1910 en skolbyggnad, som ersatte skolbyggnaden i Sönnerhult, som hade blivit för liten. Som mest gick 50 barn till skolan. För skolåret 1955/56 räknades det med bara 10 barn och då blev skolan nedlagd. Skolhuset är numera i privat ägo som bostad.